# 머디 루엘
헤럴드 도미닉 "머디" 루엘(영어: Herold Dominic "Muddy" Ruel, 1896년 2월 20일~1963년 11월 13일)은 미국의 프로 야구 선수이자 코치, 감독, 단장이다. 1915년부터 1934년까지 메이저 리그 베이스볼(MLB)의 세인트루이스 브라운스, 뉴욕 양키스, 워싱턴 세너터스, 보스턴 레드삭스, 디트로이트 타이거스, 시카고 화이트삭스에서 포수로 뛰었다.
선수 시절 당대 최고의 수비형 포수 중 한 명이었던 루엘은 명예의 전당에 헌액된 투수 월터 존슨의 전담 포수였고, 1924년 월드 시리즈 7차전에서는 끝내기 득점을 올렸다.

## 선수 경력
루엘은 미국 미주리주 세인트루이스에서 태어났다. 1915년에 19세의 나이로 고향팀인 세인트루이스 브라운스에서 프로 선수 생활을 시작했으며, 그해 시즌 메이저 리그에서 10경기를 뛰었다. 이후 2년간 주로 마이너 리그 팀인 멤피스 치카소스에서 시즌을 보냈고, 1918년부터 1920년까지 트럭 해나와 함께 뉴욕 양키스의 안방을 지켰다. 1920년 8월 16일 뉴욕 양키스 투수 칼 메이스가 타자 레이 채프먼의 머리에 공을 맞혔을 당시 루엘은 포수였는데, 경기 다음날 채프먼은 헤드샷의 여파로 사망했다. 루엘은 나중에 메이스에게는 아무런 잘못이 없다며 투수의 입장을 옹호했다.
루엘은 1920년 시즌이 끝나고 보스턴 레드삭스로 트레이드되었으며, 1921년부터 1922년까지 2시즌 동안 보스턴 유니폼을 입고 뛰다가 1923년 시즌을 앞두고 다시 워싱턴 세너터스로 트레이드되었다. 1923년 시즌에는 54타점과 함께 커리어 하이인 .316의 타율을 기록했으며, 수비 부문에서는 아메리칸 리그(AL) 포수 중 가장 많은 어시스트와 풋아웃을 기록하며 AL 최우수 선수상 투표에서 11위에 올랐다. 1924년 시즌에는 149경기에 출전하며 2년 연속으로 아메리칸 포수 중 어시스트와 풋아웃 부문에서 1위에 이름을 올렸다. 루엘의 포수 리드 아래 월터 존슨 또한 전성기의 기량을 보여주며 같은 해 23승, 2.72의 평균자책점을 기록했다. 이해 소속팀 워싱턴 세너터스는 2위 뉴욕 양키스를 2경기 차로 따돌리고 아메리칸 리그 페넌트를 차지했다.

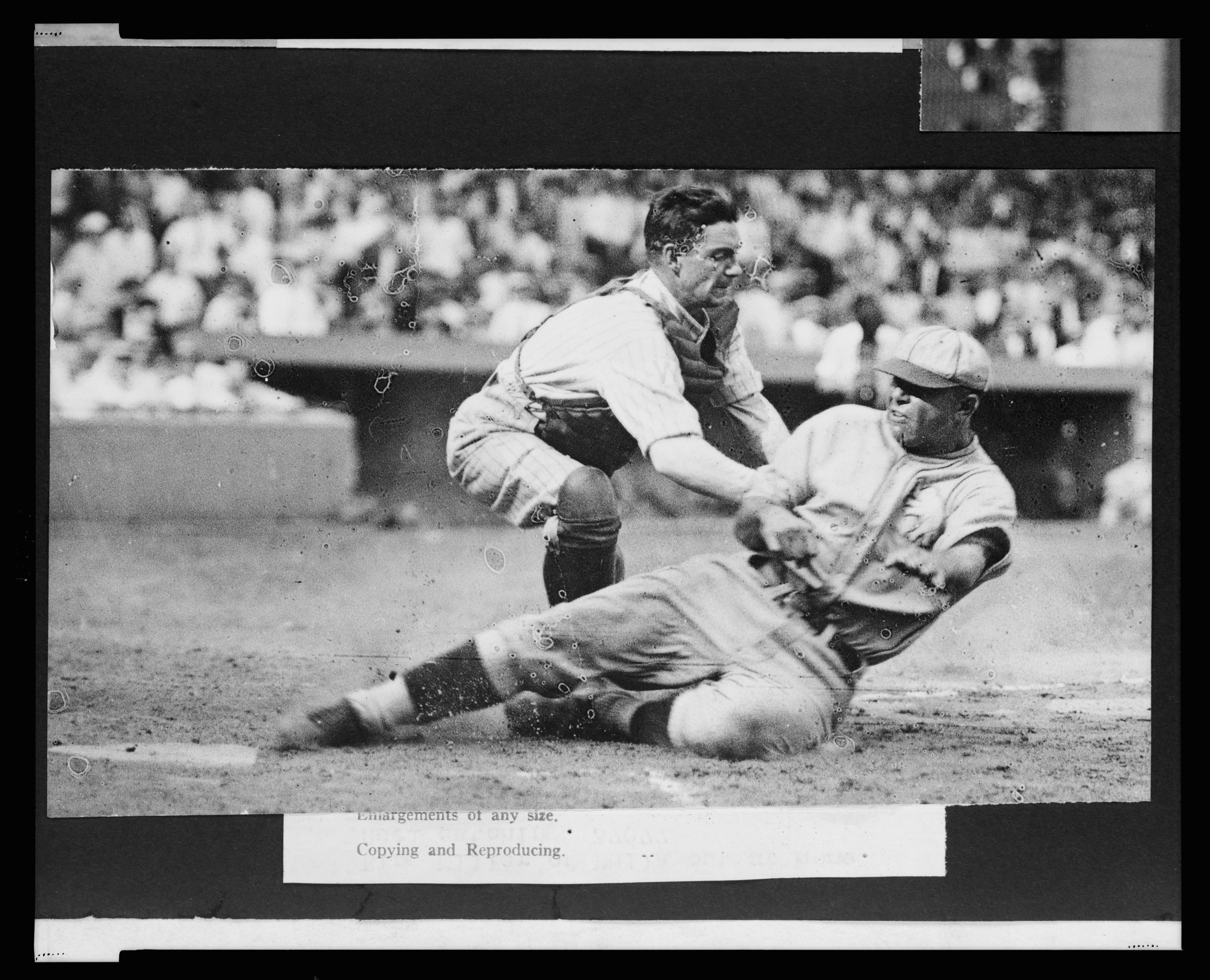
1925년 시즌 중 경기에서 필라델피아 애슬레틱스의 빙 밀러를 태그 아웃시키고 있는 루엘

워싱턴 세너터스는 1924년 월드 시리즈에서 강력한 우승 후보였던 뉴욕 자이언츠와 맞붙었고, 양 팀은 최종전인 7차전까지 가는 동안 번갈아가며 승리를 주고 받았다. 7차전 8회초까지 뉴욕 자이언츠는 점수 3–1로 리드를 가져갔으나 워싱턴 세너터스가 동점을 만들어냈는데, 8회말에 루엘이 안타를 치고 1루까지 나간 뒤 득점에 성공하면서 양 팀 점수가 3 대 3으로 같아졌고 경기는 연장으로 접어들었다. 그리고 12회말에 루엘이 타석에 들어서서 홈플레이트 바로 위로 높이 뜨는 파울볼을 쳐냈는데, 뉴욕 자이언츠의 포수 행크 가우디는 포수 마스크를 벗었지만 그걸 옆으로 치우지 않은 탓에 걸려 넘어지며 공을 놓쳤고 루엘은 한 번 더 타격할 기회를 얻었다. 이어진 투구를 받아친 루엘은 2루타를 만들어냈고, 후속 타자 얼 맥닐리가 3루수 프레디 린드스트롬의 머리를 넘기는 2루타를 쳤을 때 3루를 돌아 홈을 밟으면서 끝내기 득점을 만들어냈다.
루엘은 1925년 시즌도 순항하며 공격 부문에서 타율 .310, 54타점을 기록했고, 수비 부문에서도 3년 연속으로 아메리칸 리그 포수 중 어시스트와 풋아웃 1위에 올랐다. 소속팀 세너터스는 2년 연속 아메리칸 리그 우승을 차지했지만, 1925년 월드 시리즈에서 피츠버그 파이리츠에 3승 4패를 거두며 준우승에 그쳤다. 1926년 시즌, 루엘은 타율 .299에 수비율 .989로 아메리칸 포수 중 이 부문 1위에 올랐으나, 소속팀 세너터스는 정규 시즌 4위에 머물렀다. 1927년 시즌에는 타율 .310을 기록했고, 수비율, 풋아웃, 어시스트, 도루 저지 등의 수비 부문에서 AL 포수 중 2위에 올랐다. 같은 해 AL 최우수 선수상을 뽑는 투표에서는 6위에 이름을 올렸다.

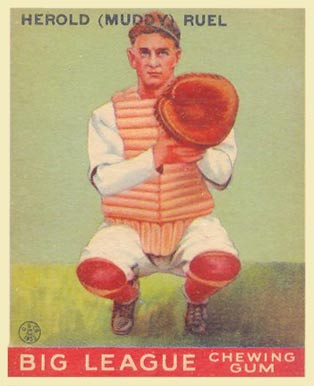
1933년 가우디 야구 카드에 담긴 머디 루엘의 모습

1927년 시즌 이후부터는 루엘의 공격 부문 성적이 떨어지기 시작했고, 1929년부터는 그를 대신해 베니 테이트가 세너터스의 주전 포수로 자리잡았다. 1930년 12월, 루엘의 계약은 보스턴 레드삭스 구단에 팔렸으며, 1931년 8월에 보스턴은 그를 다시 디트로이트 타이거스로 트레이드시켰다. 1932년 디트로이트 타이거스에서 뛴 루엘은 레이 헤이워스의 뒤를 받치는 백업 포수를 담당했다. 루엘은 1933년 시즌에 세인트루이스 브라운스로 돌아왔고, 이듬해인 1934년에는 시카고 화이트삭스에서 뛰며 프로에서의 마지막 시즌을 마무리했다.

## 통산 기록
루엘은 메이저 리그에서 통산 19시즌을 뛰며 1,468경기에 출전해 4,514타수에서 1,242안타를 기록하며 .275의 통산 타율을 기록했고, 통산 4홈런, 534타점, 출루율 .365를 기록했다. 프로 시절 내내 준수한 수비력으로 1926년부터 1928년까지 3년 연속 AL 포수 수비율 1위에 이름을 올렸고, 통산 수비율은 .982를 기록했다. 풋아웃과 어시스트 부문에서도 3시즌에서, 레인지 팩터와 도루 저지는 2시즌에서 AL 포수 중 1위를 차지했다. 1924년 시즌에는 23개의 병살을 만들어냈는데, 이는 메이저 리그 포수 역사상 일곱 번째로 많은 수치였다.
루엘의 탁월한 수비 능력이 특히 주목받는 이유는 그가 선수로 뛰었을 당시의 시대적 배경 때문이다. 데드볼 시대에는 번트와 도루 시도가 많았고, 당시 투수진의 주축이었던 스핏볼 투수들의 공을 받아내기가 어려웠기 때문에 포수의 수비는 경기에서 매우 핵심적인 부분이었다. 미국야구연구협회의 리처드 켄들이 수행한 비과학적 연구에서 루엘은 메이저리그 역사상 수비력이 가장 압도적이었던 포수를 매기는 순위에서 5위로 뽑혔다.

## 은퇴 이후의 경력
루엘은 선수로서 은퇴한 후 1935년부터 1945년까지 10년간 시카고 화이트삭스에서 코치를 역임했다. 1946년에는 해피 챈들러 커미셔너 보좌관을 맡아 1년 동안 일했다. 이듬해인 1947년에는 세인트루이스 브라운스의 감독을 맡았는데 59승 95패의 부진한 성적을 거뒀으며, 이는 루엘이 처음이자 마지막으로 메이저 리그 사령탑을 맡아 거둔 성적이었다. 1948년부터 1950년까지는 클리블랜드 인디언스에서 코치를 역임했고, 1948년 월드 시리즈에서도 팀의 일원으로 함께 하며 선수 시절 이후 다시 한 번 월드 시리즈 우승을 경험했다. 이후에 디트로이트 타이거스의 팜 시스템 디렉터로 임명되었고, 1954년부터 1956년까지는 디트로이트의 단장을 역임했다.
루엘은 법학 학위를 수여받은 몇 안되는 메이저 리그 선수 중 한 명이다. 워싱턴 대학교 세인트루이스에서 법학 학위를 취득했으며, 미국 연방 대법원 변호사 자격도 얻었다. 또한 루엘은 포수의 보호장비를 처음으로 '무지의 도구'(tools of ignorance)라고 부른 사람으로도 유명한데, 이는 빗나간 투구, 파울 팁, 홈플레이트에서의 충돌 등으로 인한 포수 포지션의 혹독한 신체적 부담에 대한 자조적인 표현이었다. 루엘의 시신은 캘리포니아주 팰로앨토에 있는 알타 메사 메모리얼 파크에 안장되어 있다.

## 감독 기록
| 소속팀 | 연도 | 정규 시즌 | 정규 시즌 | 정규 시즌 | 정규 시즌 | 정규 시즌 | 포스트시즌 | 포스트시즌 | 포스트시즌 | 포스트시즌 |
| 소속팀 | 연도 | 경기수    | 승        | 패        | 승률      | 결과      | 승         | 패         | 승률       | 결과       |
| ------ | ---- | --------- | --------- | --------- | --------- | --------- | ---------- | ---------- | ---------- | ---------- |
| SLB    | 1947 | 154       | 59        | 95        | .383      | AL 8위    | –          | –          | –          | –          |
| 합계   | 합계 | 154       | 59        | 95        | .383      |           | 0          | 0          | –          |            |